# 劉康 (十六國)
劉康（?—?），西域胡人，五胡十六國人物。

## 生平
在后赵灭亡后，刘康自称自己是前赵皇帝刘曜的儿子，在平阳聚众起兵，自称晋王。353年夏四月，前秦左卫将军苻飞讨伐刘康，擒获了他。